# Standfestigkeit
Standfestigkeit beschreibt die Fähigkeit eines Körpers, Gerätes oder Materials, eine vorgegebene Position, Eigenschaft oder Leistung über eine gegebene Zeit beizubehalten.
Verwandte Begriffe sind Resilienz, Stabilität, Widerstandsfähigkeit und Robustheit.

## Materialwissenschaft
Die Standfestigkeit ist die Fähigkeit eines Materials oder Werkstoffs, seine Form, Position und Eigenschaften beizubehalten, besonders unter Belastung und mechanischen Spannungen wie Scherkräften oder gegenüber Abnutzung. Eine besondere Rolle spielt dies bei Werkstoffen, die je nach Zusammensetzung und Zustand auch plastisch oder elastisch verformbar sind. Beispielsweise kann die Standfestigkeit bei Kunststoffen, Klebstoffen, Kitten, Schäumen und Beschichtungen von Polymerisation bzw. Vernetzungsgrad, Weichmachergehalt, Temperatur und Alterung etwa durch Witterungseinfluss abhängen.
Bei Materialien, die altern, ist neben der mechanischen Standfestigkeit auch die Zeitstandfestigkeit von Bedeutung.
Holz ist ein wenig standfester Werkstoff, da es abhängig vom Feuchtegehalt quillt, schwindet und sich verwindet.
Je nach Holzart sind diese Formänderungen mehr oder weniger stark ausgeprägt. Ein Maß dafür ist die Dimensionsstabilität, die traditionell auch als Stehvermögen bezeichnet wird.

## Maschinenbau
Im Maschinenbau wird unter Standfestigkeit in der Regel die Fähigkeit von Maschinen verstanden, eine gewünschte Leistung über längere Zeiträume ohne Defekt oder Wartungsmaßnahmen bereitstellen zu können. Verbrennungsmotoren sind standfest, wenn sie über längere Zeiträume bei hoher Leistung betrieben werden können.

## Stabilität des Gleichgewichts
In der Physik und technischen Mechanik wird der Begriff synonym zu Standsicherheit oder Kippsicherheit gebraucht.
In der Baustatik werden Standsicherheitsnachweise geführt, um zu zeigen, dass ein Bauwerk ausreichend stabil ist.
Entscheidend für die Kippsicherheit eines Körpers ist die Lage seines Schwerpunktes bezüglich der Auflagefläche. Ein Körper bleibt nur dann auf seiner Auflagefläche stehen, wenn das Schwerpunktlot sie trifft, das heißt, wenn die Auflagefläche sich unter dem Massenmittelpunkt befindet. Ist dies nicht der Fall, so kippt der Körper um.
Im Bauwesen ist die Kippsicherheit insbesondere bei hohen Gebäuden wie Türmen, Masten, Kränen und Hochregalen relevant. Bei allen muss ein stabiles Gleichgewicht gegeben sein.
StabilEin Körper befindet sich im stabilen Gleichgewicht, wenn er nach einer geringfügigen Auslenkung wieder in die stabile Lage zurückkehrt. Ein Körper in einem stabilen Gleichgewicht bekommt bei jeder Auslenkung eine höhere Lageenergie. Dies ist zum Beispiel bei einem Körper, der mit einer Aufstandsfläche auf einer Ebene aufliegt, der Fall, wenn das Lot durch den Massenschwerpunkt des Körpers die Ebene innerhalb der Aufstandsfläche schneidet. Außerdem liegt beim stabilen Gleichgewicht der Unterstützungspunkt über dem Schwerpunkt (Beispiel: ein hängender Körper).
LabilEin Körper befindet sich im labilen Gleichgewicht, wenn er sich nach einer geringfügigen Auslenkung weiter von der labilen Gleichgewichtslage entfernt. Ein Körper, der sich im labilen Gleichgewicht befindet, bekommt bei jeder Auslenkung eine geringere Lageenergie und sein Unterstützungspunkt liegt unter dem Schwerpunkt. Liegt der Unterstützungspunkt nicht innerhalb der Stand- oder Auflagefläche, kippt der Körper um sobald er geringfügig bewegt wird.
IndifferentEin Körper befindet sich in einem indifferenten Gleichgewicht, wenn er seine Position nach einer geringfügigen Auslenkung beibehält, also weder weiter umkippt, noch in den Ausgangszustand zurückkehrt. Für einen Körper in einem indifferenten Gleichgewicht ist die Lageenergie bei jeder Auslenkung konstant. Dies ist der Fall, wenn sich der Schwerpunkt des Körpers bei Bewegung gegenüber der Auflage nicht ändert, beispielsweise ein Rad, das sich auf einer Achse drehen kann.

### Maße für Standfestigkeit
Ein Maß für die Standfestigkeit ist der Betrag M des Drehmoments, das auf den Körper wirken muss, um ihn umzuwerfen:
{\displaystyle M={G\cdot l}} .
Bedeutung der Formelzeichen:
{\displaystyle M} – Betrag des Drehmoments, das wirken muss, um den Körper umzuwerfen,

{\displaystyle G} – Gewichtskraft des Körpers,

{\displaystyle l} – Entfernung des Massenschwerpunktes von der Kippkante.

## Erdbau
Neben der bei Hochbauten relevanten Standfestigkeit durch Stabilität und Kippsicherheit der baulichen Konstruktion kann die Standsicherheit von Bauwerken auch durch das Verhalten des Untergrundes gefährdet sein. Der gewachsene oder aufgeschüttete Baugrund kann sacken und nachgeben. Erdbauwerke wie Staudämme, Rampen, Deiche, angeschüttete Böschungen, Aufschüttungen und Halden können sich insgesamt verformen, insbesondere unter dem Einfluss von Feuchtigkeit.